# 尤尼昂森特 (伊利諾伊州)
尤尼昂森特（英語：Union Center）是位於美國伊利諾伊州坎伯蘭縣的一個非建制地區。該地的面積和人口皆未知。

## 地理
尤尼昂森特的座標為39°19′58″N 88°04′53″W / 39.33278°N 88.08139°W，而該地的平均海拔高度為188米（即617英尺）。